# I Know How to Die
I Know How to Die è un singolo del gruppo musicale inglese Motörhead, pubblicato in formato digitale il 20 maggio 2011.
Dal brano è stato tratto anche un videoclip, realizzato con scene della band dal vivo.

## Tracce
1. I Know How to Die – 3:19

## Formazione
- Lemmy Kilmister - voce, basso
- Phil Campbell - chitarra
- Mikkey Dee - batteria